# 仁和药业
仁和药业 （深交所：000650）是中国深圳证券交易所的一家上市公司，1996年成立，主营业务范围为医药制造业。